# 와타나베 다카마사
와타나베 다카마사(일본어: 渡辺 隆正, 1977년 5월 12일 ~ )는 일본의 전 축구 선수이다.

## 구단 경력
과거 우라와 레즈에서 활동하였다.